# Mauser M 98
Puška Mauser M 98 (zkratka G98, Gew 98 nebo M98) přijatá do výzbroje v roce 1898 tvořila základní pěchotní výzbroj německé armády v průběhu první světové války. Při konstrukci nové pušky M 98 se uplatnila řada novinek a zdokonalení navržených firmou Mauser v průběhu devadesátých let 19. století. Po dlouhou dobu byla tato puška a její varianty ve výzbroji německé armády, vyvážela se do mnoha evropských, asijských i amerických zemí a rovněž byla napodobována při konstrukci nových pušek v jiných státech. Například československá puška vz. 24 a polská puška wz. 1929 byly sestrojeny na základě systému Mauser. Systém Mauser nalezl uplatnění rovněž u loveckých a sportovních palných zbraní.

## Popis

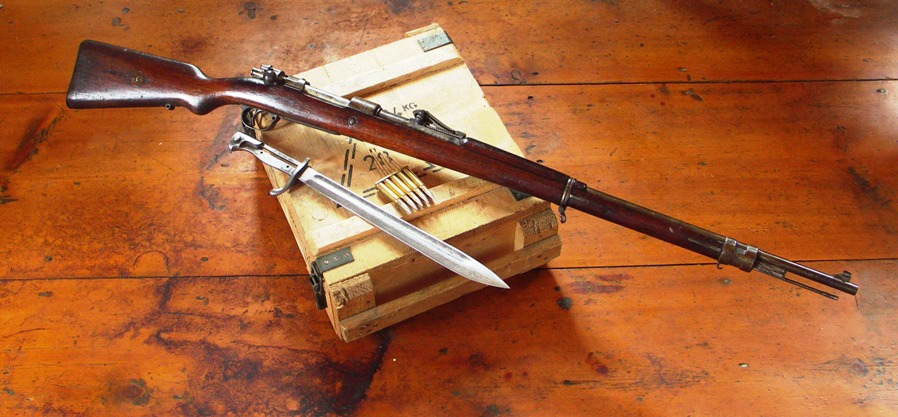
Puška Mauser M 98 s bajonetem

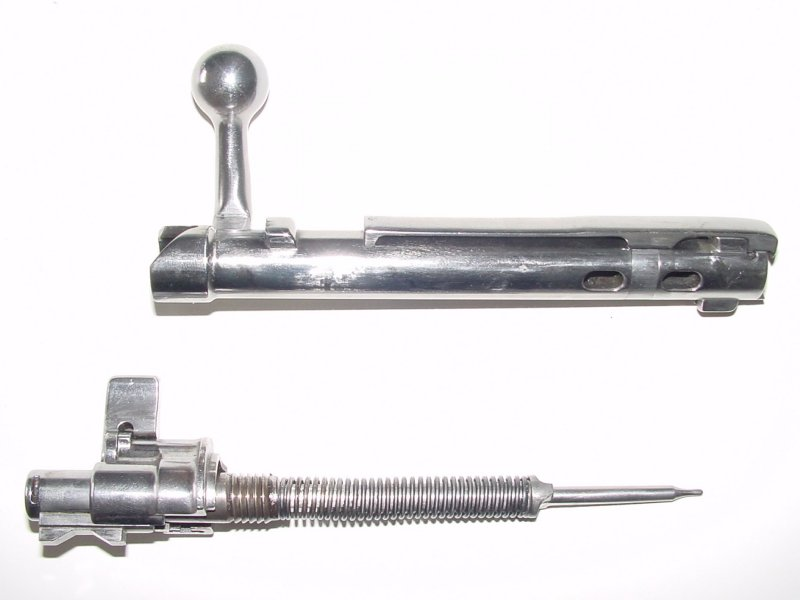
Závěr systému Mauser 98

Závěr pušky je velmi jednoduchý a k jeho rozebírání není zapotřebí žádné nářadí. Uzamykací ozuby jsou tři - dva symetrické v přední části závěru a jeden v zadní části. Křidélko pojistky může zaujmout tři polohy. V jedné umožňuje palbu, v druhé blokuje úderníkovou matici, což je nutné při rozborce závěru a ve třetí poloze blokuje úderníkovou matici a závěr. V pouzdře závěru je závěr zajišťován odpruženou zádržkou. Pro pohodlnější rozebírání závěru je na pravé straně pažby (od II. modelu pušky) nevelký kovový disk s důlkem uprostřed. Do důlku se opíral úderník v jednotlivých fázích rozborky a sborky závěru.
Nábojová schránka pušky M 98 je jednoduchá a kompaktní. Je celá uložena v pažbě, z níž nevyčnívá. Podavač nábojů nemá plochý povrch, ale stupňovitý. Plnění probíhá prostřednictvím nábojového pásku. První náboj sjede ihned na dolní stupínek podavače a následující náboj na horní stupínek. Vzájemná poloha prvních dvou nábojů zajišťuje šachovité umístění nábojů následujících. Horní otvor schránky je o něco užší, než samotná schránka, takže vzájemně zaklíněné náboje se při otevřeném závěru nevyhazují ze schránky, ale závěr je může volně zasunout do nábojové komory.
Hledí systému Lange mělo originální konstrukci. V souvislosti se zavedením střel se zahrocenou špičkou v roce 1904 (které měly poněkud jinou dráhu letu a lepší balistické vlastnosti na krátké vzdálenosti) se zvětšilo stoupání drážek hledí. Pušky s novým hledím se začaly nazývat II. model na rozdíl od pušek se starým hledím, označovaných jako I. model. V průběhu první světové války se začaly vyrábět pušky M 98 i s plochým sektorovým hledím.

## Varianty
- Gewehr 98 - základní varianta pušky ve výzbroji od roku 1898. Existoval I. model a II. model lišící se typem hledí. Puška M 98 zařazená do výzbroje cyklistických jednotek se lišila pouze dolů ohnutým držadlem závěru a byla bez poutek, řemen se připevňoval z boku jako u jezdeckých karabin.

- Karabiner 98 - karabina zavedená do výzbroje roku 1902. Nebyla upravena pro střelbu náboji se zahrocenou špičkou. Ve výzbroji jen krátce. Použita v jižní Africe v letech 1904 - 1905 při potlačování povstání afrických domorodců. Karabina měla přliš krátkou hlaveň, to se projevovalo velkým zpětným rázem, silným zábleskem a hlukem.

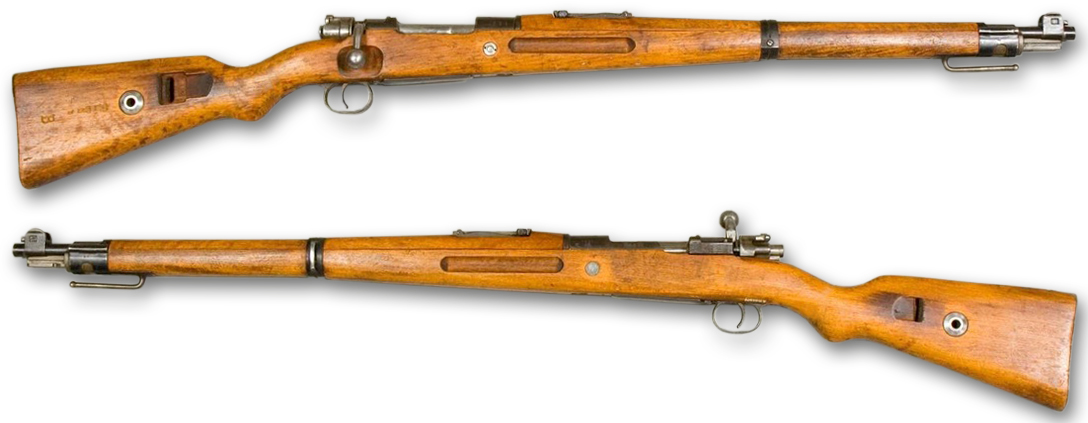
Karabina 98a/AZ

- Karabiner 98a nebo Karabiner 98AZ - karabina zavedená v roce 1908 do výzbroje jezdectva, pěchotního dělostřelectva, ženistů a technických oddílů. Označení "a" dostala až v roce 1923 po zavedení karabiny 98b. Klika závěru je ohnutá dolů. Přední můstek pouzdra závěru je menší. Nosný popruh je uchycen vpředu bočním pevným poutkem na objímce a vzadu se provléka skrze pažbu. Hledí je jednoduché sektorové. V přední části je zbraň vybavena hákem na stavění pušek do jehlanů a postrádá vytěrák.

- Karabiner 98b - puška zavedená v roce 1923 do výzbroje jezdeckých pluků a motocyklistů. Přestože je označována jako karabina, má hlaveň stejné délky jako standardní puška M 98. Důvod označení zbraně jako karabiny je z důvodu zákazu výroby výroby pěchotních zbraní pro armádu, zbraň tak byla oficiálně vyráběna pro policejní jednotky. Liší se pouze způsobem připevnění řemenu a dolů ohnutým držadlem závěru.

- Karabiner 98k - karabina zavedená v roce 1935 jako standardní zbraň pěchoty. Základní zbraň německých ozbrojených sil až do konce druhé světové války.

## Zahraniční varianty systému Mauser 1898
- Argentina - Mauser 1909 (upravený německý Mauser M 1898, ráže 7,65 mm)

- Belgie - Mauser 1924 a 1930 (zbraň systému Mauser M 1898, výroba na export v rážích 7; 7,65 a 7,92 mm, po druhé světové válce vyráběna jako FN M50, následně Mauser-NATO pro náboj 7,62 x 51 mm NATO)

- Brazílie - Mauser 1908 a Mauser 1912/33 vyráběné v Německu pro ráži 7 mm

- Československo - Puška vz 98/22 dlouhá, krátká puška vz 23, vz 24, karabina vz 33 (7,92x57IS)

- Čína - pušky "Nová Asie" (systém Mauser M 1898 s nepatrnými úpravami v ráži 7,92 mm) a "Čankajšek" (puška systému Mauser M 1898 velmi podobná Kar 98k, poutka na řemen pěchotního typu, neohnuté držadlo závěru, ráže 7,92 mm)

- Dánsko - Puška M 52 (transformace německé pušky Mauser M 1898, změněná pažba a mířidla)

- Egypt - Mauser 98

- Chile - Mauser M 1895 (španělská puška a karabina Mauser M 1893 v ráži 7 mm)

- Írán - Mauser M 98/29 (Mauser M 1898 dodané z Československa), M 24 (československá puška vz. 24 a Mauser M 49 (karabina systému Mauser M 1898 vyráběná v Íránu)

- Jugoslávie - Mauser 1910 (tzv. "srbský Mauser" ráže 7 mm), Mauser 1924 (nová konstrukce na základě systému Mauser M 1898 v ráži 7,92 mm)

- Kolumbie - Mauser vzor 12 (systém Mauser M 1898, ráže 7 mm)

- Kostarika - Mauser 1910 (srbský Mauser 1910 v ráži 7 mm)

- Mexiko - Mauser 1902 (systém Mauser M 1898 v ráži 7 mm)

- Paraguay - Mauser 1907

- Peru - Mauser Mod 1932 (Zbrojovka Brno) Mod 1935 (FN Herstal) 7,65x53

- Polsko - Puška wz. 98 (německá puška Mauser M 1898 vyráběná v Polsku od roku 1922 do 24, ráže 7,92 mm), puška wz. 98a (modernizovana puška wz. 98, vyrabena od roku 1936), karabina wz. 98 (karabina Mauser M 1898 s jiným tvarem háku u ústí hlavně, vyráběna v letech 1925 - 29, ráže 7,92 mm), wz 29 (nový vzor založený na základě systému Mauser M 1898, ráže 7,92 mm)

- Portugalsko - Puška M 937 (karabina Kar 98k s portugalským bodákem)

- Španělsko - Mauser M 1893, M 1895, M 1916, M 1938, M 98/43 (pušky nebo karabiny systému Mauser M 1898 v ráži 7 mm)

- Švédsko - Mauser M 96 (puška ráže 6,5 mm), M 94 (karabina ráže 6,5 mm), M 38 (puška ráže 6,5 mm), M 40 (puška systému Mauser se zvětšenou délkou závěru a úsťovou brzdou, používá výkonný náboj 8 × 63 mm pro kulomet Bofors)

- Siam - Mauser 1908 (systém Mauser M 1898 upravený pro střelbu náboji s okrajovou nábojnicí, větší zásobník vystupuje z obrysu pažby, kryt okénka pouzdra závěru, ráže 8 mm)
- Turecko - Puška Mauser M 1903 a karabina M 1905 (puška a karabina Mauser M 1898 s některými úpravami, ráže 7,65 mm)

- Venezuela - Mauser M 24 (belgický Mauser M 24/30 v ráži 7 mm)